# The Days
The Days — песня шведского диджея и музыкального продюсера Авичи  с вокалом английского певца Робби Уильямса. Песня была написана Брэндон Флауэрс, Робби Уильямсом, Салемом Аль Факиром, Авичи и Винсентом Понтаре, а спродюсирована Авичи, Факиром и Понтаре. Песня впервые прозвучала в Лас-Вегасе, вокальные партии Факира и Понтаре не указаны в титрах. Мировой релиз песни состоялся 3 октября 2014 года, вместе с другой песней, «The Nights», на мини-альбоме «The Days / Nights».

## Запись и композиция
«The Days» написана в тональности до мажор в темпе 127 ударов в минуту. Изначально песня была написана совместно с Винсентом Понтаре и Салемом Аль Факиром, но в первоначальном замысле планировалась как совместная работа Брэндона Флауэрса и Авичи, где Флауэрс исполнил бы вокальную партию песни. Однако из-за недовольства Флауэрса записью, Авичи пригласил другого вокалиста, английского певца Робби Уильямс. По словам  Fuse, «The Days» начинается с «акустических гитарных переборов, после чего к миксу быстро добавляются громкие синтезаторы. Трек переходит в мощный, энергичный предхор с фортепиано, а затем переходит в искромётный танцевальный брейкдаун в стиле глитч-поп». Песня была выпущена вместе с другой песней, «The Nights», на мини-альбоме «The Days/Nights» 3 октября 2014 года. По данным The Official Charts Company, «The Days» планировался как первый сингл со второго студийного альбома Авичи Stories (2015), однако в итоге он был включён только в качестве бонус-трека в британские, российские и некоторые международные издания «Stories». В июне 2015 года в интернете появилась оригинальная демо-версия песни «The Days» с вокалом Флауэрса. В этой версии в середине трека звучит семпл песни «Return of the Mack» британского R&B-исполнителя Марка Моррисона 1996 года.

## Чарты
| Чарт (2014–2015)                                        | Высшая позиция |
| ------------------------------------------------------- | -------------- |
| Австралия (ARIA)                                        | 10             |
| Австралия Australia Dance (ARIA)                        | 2              |
| Австрия (Ö3 Austria Top 40)                             | 3              |
| Бельгия/Фландрия (Ultratip Bubbling Under)              | 2              |
| Бельгия/Фландрия (Ultratop Dance)                       | 9              |
| Бельгия/Валлония (Ultratip Bubbling Under)              | 2              |
| Бельгия/Валлония (Ultratop Dance)                       | 11             |
| Бразилия Brazil (Billboard Brasil Hot 100)              | 86             |
| Канада (Billboard Canadian Hot 100)                     | 80             |
| СНГ (TopHit)                                            | 155            |
| Чехия (Rádio — Top 100)                                 | 17             |
| Чехия (Singles Digitál Top 100)                         | 1              |
| Дания (Tracklisten)                                     | 4              |
| Финляндия (Suomen virallinen lista)                     | 5              |
| Франция (SNEP)                                          | 52             |
| Германия (GfK)                                          | 7              |
| Венгрия (Dance Top 40)                                  | 7              |
| Венгрия (Rádiós Top 40)                                 | 1              |
| Венгрия (Single Top 40)                                 | 4              |
| Ирландия (IRMA)                                         | 27             |
| Израиль (Media Forest)                                  | 2              |
| Италия Italy (FIMI)                                     | 10             |
| Япония (Billboard Japan Hot 100)                        | 22             |
| Мексика Mexico Anglo (Monitor Latino)                   | 20             |
| Нидерланды (Dutch Top 40)                               | 10             |
| Нидерланды (Single Top 100)                             | 16             |
| Новая Зеландия (Recorded Music NZ)                      | 28             |
| Норвегия (VG-lista)                                     | 2              |
| Польша (Dance Top 50)                                   | 15             |
| Словакия (Rádio — Top 100)                              | 17             |
| Словакия (Singles Digitál Top 100)                      | 2              |
| Словения Slovenia (SloTop50)                            | 5              |
| ЮАР (EMA)                                               | 8              |
| Республика Корея South Korea International Chart (Gaon) | 38             |
| Испания (PROMUSICAE)                                    | 26             |
| Швеция (Sverigetopplistan)                              | 1              |
| Швейцария (Schweizer Hitparade)                         | 8              |
| Великобритания UK Singles (Official Charts Company)     | 82             |
| США (Billboard Hot 100)                                 | 78             |
| США (Billboard Hot Dance/Electronic Songs)              | 8              |

| Чарт (2014)                                   | Позиция |
| --------------------------------------------- | ------- |
| Германия Germany (Official German Charts)     | 88      |
| Венгрия Hungary (Rádiós Top 40)               | 48      |
| Венгрия Hungary (Single Top 40)               | 43      |
| Италия Italy (FIMI)                           | 100     |
| Нидерланды Netherlands (Dutch Top 40)         | 56      |
| Нидерланды Netherlands (Single Top 100)       | 74      |
| Швеция Sweden (Sverigetopplistan)             | 44      |
| США US Hot Dance/Electronic Songs (Billboard) | 55      |
| Чарт (2015)                                   | Позиция |
| Венгрия Hungary (Dance Top 40)                | 36      |
| Венгрия Hungary (Rádiós Top 40)               | 83      |
| Венгрия Hungary (Single Top 40)               | 84      |
| Словения Slovenia (SloTop50)                  | 25      |
| США US Hot Dance/Electronic Songs (Billboard) | 56      |

## Сертификация
| Регион | Сертификация  | Продажи   |
| --- | ------------- | --------- |
| Австралия (ARIA) | 2× Платиновый | 140 000   |
| Бразилия (ABPD) | 2× Платиновый | 120 000   |
| Дания (IFPI Danmark) | Платиновый    | 60 000^   |
| Германия (BVMI) | Золотой       | 200 000   |
| Италия (FIMI) | Платиновый    | 30 000    |
| Новая Зеландия (RMNZ) | Золотой       | 7500*     |
| Испания (PROMUSICAE) | Золотой       | 20 000    |
| Швеция (GLF) | Платиновый    | 40 000    |
| Великобритания (BPI) | Серебряный    | 200 000   |
| Стриминг |               |           |
| Дания (IFPI Danmark) | Золотой       | 1 300 000 |
| Испания (PROMUSICAE) | Золотой       | 4 000 000 |
| * Данные о продажах приведены только на основе сертификации. · ^ Данные о тиражах приведены только на основе сертификации. · Данные о продажах + прослушиваниях приведены только на основе сертификации. · Данные только о прослушиваниях приведены на основе сертификации. |               |           |